# Glymma candezii
Glymma candezii är en skalbaggsart som beskrevs av Sylvain Auguste de Marseul 1856. Glymma candezii ingår i släktet Glymma och familjen stumpbaggar. Inga underarter finns listade i Catalogue of Life.